# Пјолино (Болоња)
Пјолино (итал. Piolino) је насеље у Италији у округу Болоња, региону Емилија-Ромања.
Према процени из 2011. у насељу је живело 255 становника. Насеље се налази на надморској висини од 17 м.